# Dubravka Ugrešić

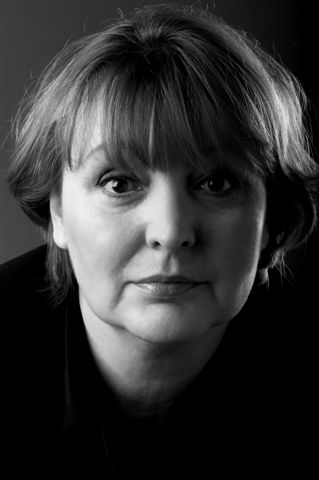
Ugrešić in 2005

Dubravka Ugrešić (Kutina, 27 maart 1949 – Amsterdam, 17 maart 2023) was een Nederlands schrijfster, essayiste en literatuurwetenschapper van Joegoslavisch-Kroatische afkomst, die sinds 1996 in Amsterdam woonde. Zij had een internationale reputatie en haar boeken werden in 27 talen vertaald.

## Levensloop
Ugrešić studeerde aan de Universiteit van Zagreb vergelijkende literatuurwetenschap en Russische taal- en letterkunde, met de bedoeling om parallel een carrière op te bouwen als wetenschapper in de geesteswetenschappen en als auteur. Ze heeft aanstellingen gehad en colleges gegeven aan verschillende Amerikaanse en Europese universiteiten. Ze schreef freelance voor een aantal Europese kranten en literaire tijdschriften.
Nadat in 1991 de Joegoslavische oorlogen uitbraken, koos Ugrešić duidelijk partij tegen de oorlog en nationalistische ideeën. Ze schreef kritisch over het nationalisme (in zowel Kroatië als Servië), en de misdadigheid van de oorlog (zie haar boek Kultura laži – De cultuur van leugens), en werd al gauw het doelwit van de nationalistisch ingestelde media. Ze werd uitgemaakt voor ‘verrader’, ‘een vijand van het volk’ en een ‘heks’. 
In 1993 verliet ze Kroatië en ze bleef schrijven in het buitenland. Haar manier van schrijven wordt omschreven als toegankelijk, vernieuwend, intelligent en zowel politiek als emotioneel geladen.
Een van haar bekendste romans is Štefica Cvek u raljama života (Steffie Steek in de klauwen van het leven), gepubliceerd in 1981, een ironische, postmodernistische roman die speelt met de clichés en stereotypen van de triviale literatuur en cultuur. Het werd meteen een succes en werd in 1984 verfilmd door Rajko Grlić.
Ugrešić schonk haar archief aan het Allard Pierson.
Ze overleed in 2023 op 73-jarige leeftijd in haar woonplaats Amsterdam.

## Vertalingen
Het werk van Ugrešić is vanuit het Kroatisch vertaald in het Nederlands en in het Albanees, Bulgaars, Duits, Engels, Fins, Frans, Grieks, Hebreeuws, Hongaars, Italiaans, Japans, Lets, Litouws, Macedonisch, Noors, Perzisch, Pools, Portugees, Roemeens, Russisch, Sloveens, Slowaaks, Spaans, Tsjechisch, Turks en Zweeds.

## Prijzen
Ugrešić ontving vele literaire prijzen en tekenen van internationale erkenning voor haar werk. In voormalig Joegoslavië kreeg ze onder meer de Nin-prijs, de Meša Selimović-prijs en de K.Š. Gjalski-prijs. Ze was in 2009 een van de veertien genomineerden voor de prestigieuze Man Booker International Prize die werd toegekend aan Alice Munro.
Internationale literaire prijzen en blijken van erkenning:
- 2016 Vilenica Prize, Slovenië.
- 2016 Neustadt International Prize for Literature, Verenigde Staten
- 2012: Jean-Améry-Preis für Europaische Essayistik, Oostenrijk/Duitsland.
- 2010 James Tiptree Literary Award, Verenigde Staten.
- 2006 Genomineerd voor de Independent Foreign Fiction Prize (Prijs voor onafhankelijke buitenlandse fictie). Verenigd Koninkrijk.
- 2004 Premio Feronia van de stad Fiano. Italië.
- 2000 Heinrich Mann-Prijs, Akademie Der Kunste (Kunstacademie). Berlijn, Duitsland.
- 1999 Osterreichischen Staatspreis fur Europaische Literatur 1998 (Oostenrijkse staatsprijs voor Europese literatuur). Wenen, Oostenrijk.
- 1998 SWF-Bestenliste Literaturpreis (Literaire prijs voor boeken op de lijst van beste werken van de Zuidwest-Duitse Omroep). Duitsland.
- 1997 Verzetsprijs 1997, Stichting Kunstenaarsverzet 1942-1945. Nederland.
- 1996 Prix Européen de l'Essai Charles Veillon (Europese Charles Veillonprijs voor de beste essaybundel). Zwitserland.